# Chambéry-le-Vieux
Chambéry-le-Vieux est une ancienne commune française située dans le département de la Savoie en région Auvergne-Rhône-Alpes.
Elle est rattachée à la commune de Chambéry le 6 mai 1961, en même temps que Bissy.

## Géographie

### Localisation et communes limitrophes
Chambéry-le-Vieux est une ancienne commune française, située dans le département de la Savoie en région Auvergne-Rhône-Alpes. Avant sa fusion avec Chambéry, elle était située à trois kilomètres et demi au nord-est de cette dernière et avait une superficie de 513 hectares, soit 5,13 km2.
La commune se situe au sud-est de la communauté d’agglomération Chambéry Métropole - Cœur des Bauges, sur la rive gauche de la Leysse qui traverse le territoire sur l’intégralité de son cours.
Le territoire de Chambéry-le-Vieux est limitrophe de Chambéry, à laquelle il est rattaché, ainsi que de deux communes dépendantes de Chambéry Métropole - Cœur des Bauges et d’une commune dépendante de Grand Lac.
| La Motte-Servolex/Voglans | Voglans/Sonnaz    | Sonnaz   |
| La Motte-Servolex         | Chambéry-le-Vieux | Chambéry |
| Chambéry                  | Chambéry          | Chambéry |

### Géologie et relief
La superficie de la commune est de 525 hectares, ce qui équivaut au quart de la superficie de Chambéry, et située à 300 mètres d’altitude.
Le territoire de Chambéry-le-Vieux est constitué des reliefs comme la Côte Bastidienne et la Combe Noire. Son ensemble forme une colline dont le sommet prolonge le large plateau de la Croix-Rouge qui débute plus au sud sur l’actuel quartier des Hauts-de-Chambéry et se poursuit au nord vers Sonnaz.

### Climat
Le climat à Chambéry est en partie de type montagnard en raison de la présence proche de la chaîne de l’Épine (Jura) et des massifs des Bauges, de la Chartreuse et de Belledonne (Alpes).
Pour autant, son climat demeure relativement tempéré et se caractérise par des étés souvent secs et chauds mais ponctués d’orages assez réguliers. Les automnes sont généralement pluvieux, bien que de belles arrière-saisons y soient aussi fréquentes. Les hivers se présentent avec peu de gel ou alors de manière faible à modérée. Les printemps sont normaux, sans anomalies particulières et varient d’une année à l’autre. La neige survient la plupart des hivers mais est la plupart du temps peu abondante et ne se maintient pas dans la durée.
L’ensoleillement est bon et le brouillard est peu fréquent (bien que certaines zones humides y soient soumises plus régulièrement). Les températures quant à elles sont fluctuantes, pouvant se montrer caniculaires l’été.
Malgré ces moyennes, des écarts existent entre les années. Ainsi le mois de juillet 2014 a été marqué par un record de précipitations avec près de 250 mm d’eau tombée, tandis qu’à l’inverse, dès le milieu du mois de juillet 2015 ont été mises en place des mesures de restriction d’eau en raison de l’absence prolongée de précipitations significatives pendant plus d’un mois.
| Ville             | Ensoleillement | Pluie       | Neige     | Orage     | Brouillard |
| ----------------- | -------------- | ----------- | --------- | --------- | ---------- |
| Paris             | 1 797 h/an     | 642 mm/an   | 15 j/an   | 19 j/an   | 13 j/an    |
| Nice              | 2 694 h/an     | 767 mm/an   | 1 j/an    | 31 j/an   | 1 j/an     |
| Strasbourg        | 1 637 h/an     | 610 mm/an   | 30 j/an   | 29 j/an   | 65 j/an    |
| Chambéry          | 1 870,3 h/an   | 1 221 mm/an | 18,3 j/an | 32,7 j/an | 26.9 j/an  |
| Moyenne nationale | 1 973 h/an     | 770 mm/an   | 14 j/an   | 22 j/an   | 40 j/an    |

Les relevés suivants ont été effectués à l’aéroport de Chambéry - Savoie à 234 m d’altitude :
| Mois                                  | jan.            | fév.             | mars             | avril           | mai             | juin            | jui.            | août            | sep.          | oct.            | nov.             | déc.             | année          |
| ------------------------------------- | --------------- | ---------------- | ---------------- | --------------- | --------------- | --------------- | --------------- | --------------- | ------------- | --------------- | ---------------- | ---------------- | -------------- |
| Température minimale moyenne (°C)     | −1,4            | −0,7             | 2,1              | 5,1             | 9,7             | 12,8            | 14,7            | 14,2            | 11            | 7,4             | 2,5              | −0,2             | 6,5            |
| Température moyenne (°C)              | 2,2             | 3,6              | 7,4              | 10,7            | 15,3            | 18,7            | 21,1            | 20,4            | 16,5          | 12,1            | 6,3              | 3,1              | 11,5           |
| Température maximale moyenne (°C)     | 5,8             | 7,9              | 12,6             | 16,3            | 20,8            | 24,6            | 27,4            | 26,6            | 22            | 16,7            | 10,1             | 6,4              | 16,5           |
| Record de froid (°C) date du record   | −19 07-01-1985  | −14,4 05-02-2012 | −10,3 02-03-2005 | −4,6 13-04-1986 | −1,4 06-05-1979 | 2,8 05-06-1975  | 5,4 08-07-1978  | 5 30-08-1986    | 1 30-09-1995  | −4,3 31-10-1997 | −10,8 27-11-2005 | −13,5 30-12-1976 | −19 07-01-1985 |
| Record de chaleur (°C) date du record | 17,9 02-01-2003 | 20,5 07-02-2001  | 25,1 26-03-2006  | 29,5 28-04-2012 | 32,7 25-05-2009 | 36,1 25-06-2003 | 38,8 07-07-2015 | 38,8 11-08-2003 | 32 14-09-1987 | 29 02-10-1985   | 23,3 06-11-1997  | 22,7 18-12-1989  | 38,8           |
| Ensoleillement (h)                    | 77,7            | 104,4            | 156,7            | 172,8           | 202,5           | 234             | 260,1           | 232,5           | 176,3         | 121,4           | 71,2             | 60,6             | 1 870,3        |
| Précipitations (mm)                   | 102,6           | 91,5             | 100              | 92,2            | 104,2           | 94,8            | 86,6            | 91,7            | 111,8         | 122,6           | 105              | 118              | 1 221          |

| Diagramme climatique                                  |             |            |             |              |              |              |              |           |              |            |            |
| J                                                     | F           | M          | A           | M            | J            | J            | A            | S         | O            | N          | D          |
| 5,8−1,4102,6                                          | 7,9−0,791,5 | 12,62,1100 | 16,35,192,2 | 20,89,7104,2 | 24,612,894,8 | 27,414,786,6 | 26,614,291,7 | 2211111,8 | 16,77,4122,6 | 10,12,5105 | 6,4−0,2118 |
| Moyennes : • Temp. maxi et mini °C • Précipitation mm |             |            |             |              |              |              |              |           |              |            |            |

### Voies de communication et transports

#### Liaisons aériennes
Le territoire de Chambéry-le-Vieux ne dispose d’aucun aéroport ou aérodrome, mais l’aéroport de Chambéry-Savoie, situé sur la commune voisine de Voglans, propose de nombreux vols à destination de l’international et dispose également d’un aérodrome utilisé pour le loisir.

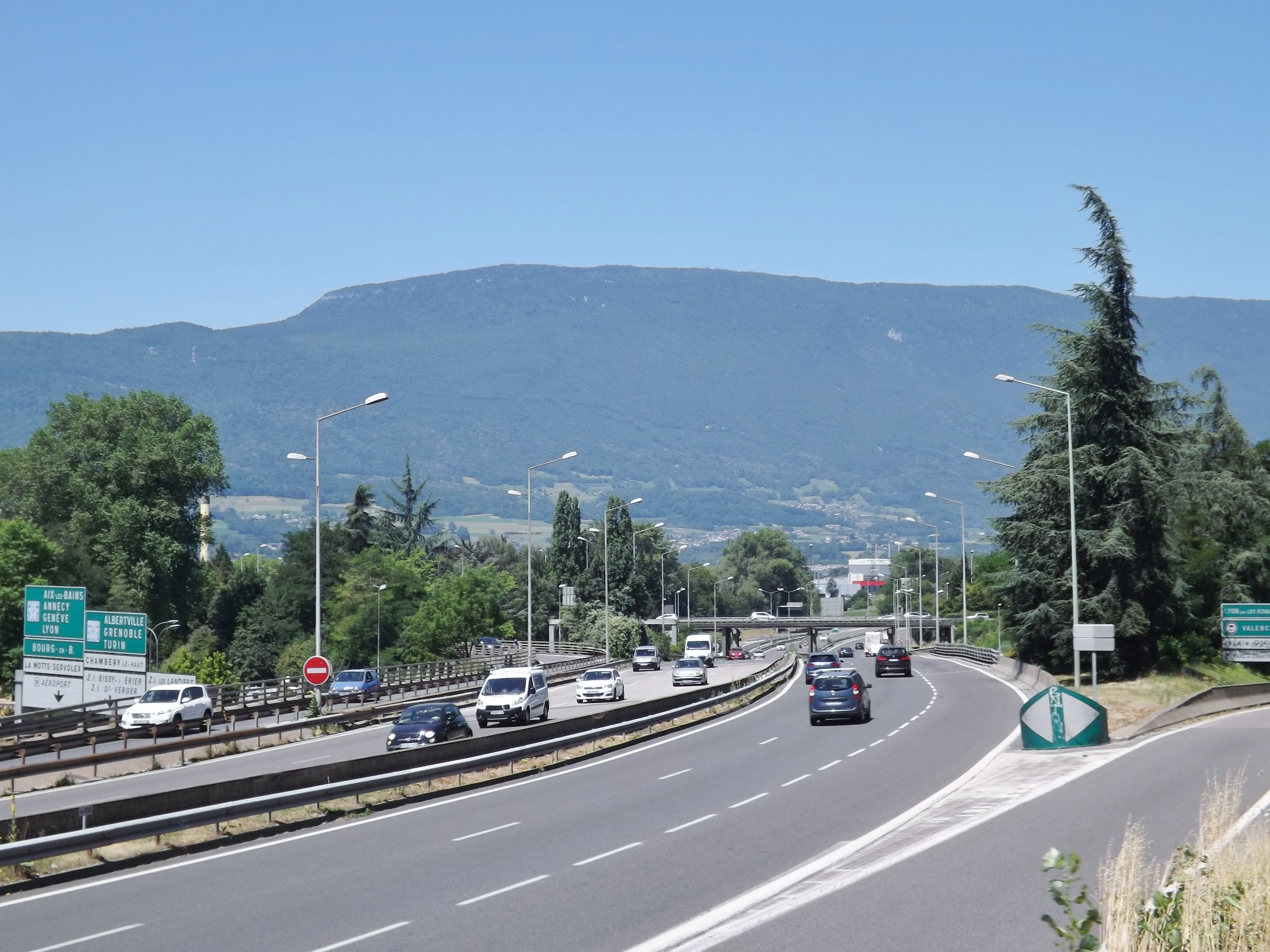
La sortie 15 de la N201 en juin 2015.

#### Infrastructures routières
Le territoire de Chambéry-le-Vieux est longée, à l’ouest, par la N201 d’où il est possible de rejoindre l’A43. Les sorties  14 et  15 permettent de rejoindre Chambéry-le-Vieux.
La commune est également traversée par de nombreuses routes départementales, dont les :
- D10, qui traverse le territoire du nord-ouest au sud-ouest ;
- D16, qui permet de rejoindre la N201 et La Motte-Servolex ;
- D211, qui monte en direction du Revard ;
- D911, qui relie Bissy aux Hauts-de-Chambéry ;
- D991, qui permet de se rendre à Chambéry ou Sonnaz.

#### Transports en commun

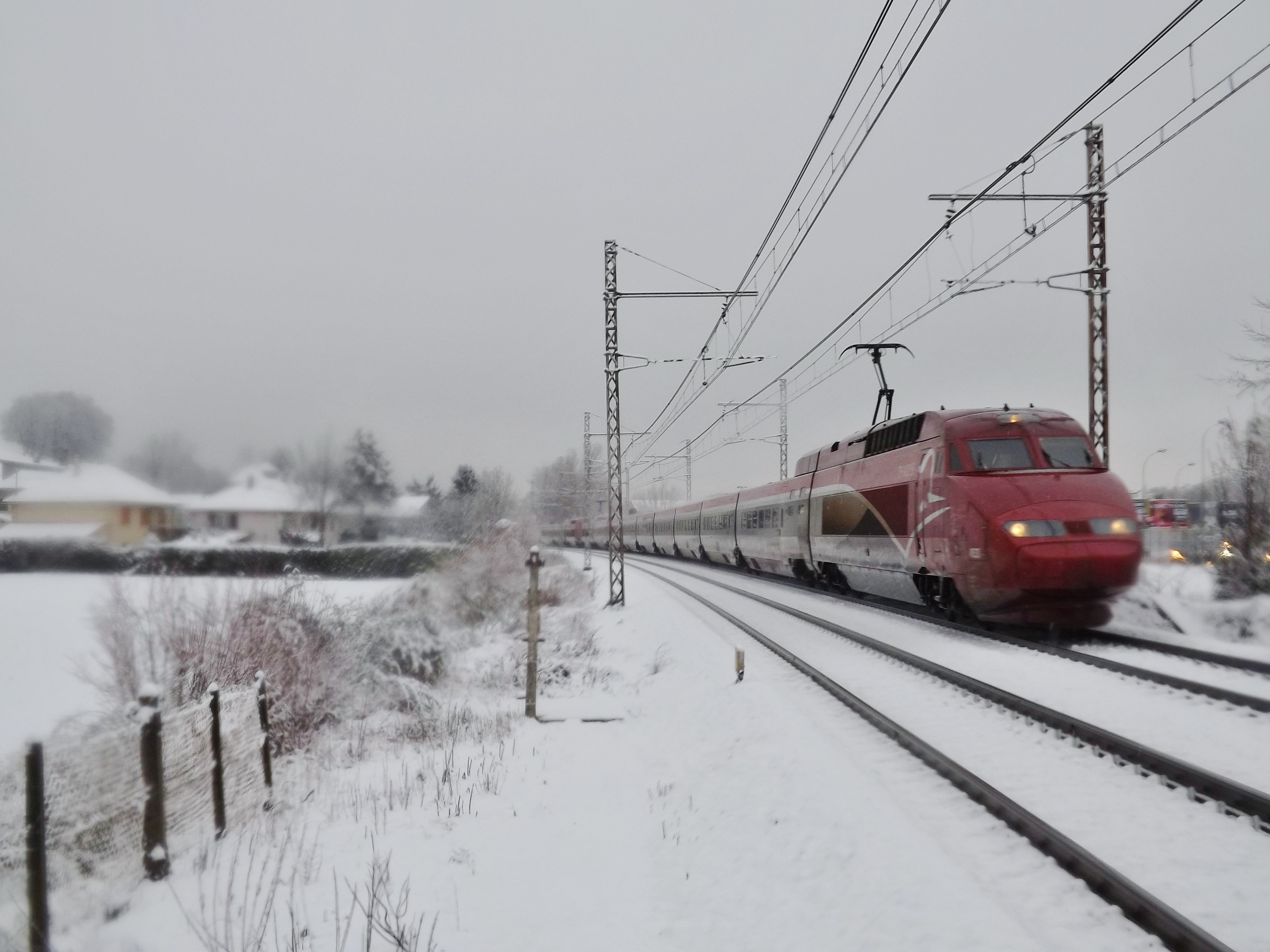
Un Thalys, à destination de Bruxelles, traverse Chambéry-le-Vieux en février 2015.

##### Transport ferroviaire
Bien que traversée sur l’ensemble de son territoire par la ligne de Culoz à Modane, Chambéry-le-Vieux ne dispose pas de gare. La plus proche est celle de Chambéry - Challes-les-Eaux, située dans le centre-ville de Chambéry.
Depuis celle-ci, il est possible de se rendre dans plusieurs villes, tant à l’échelle régionale que nationale, notamment Aix-les-Bains, Albertville, Annecy, Grenoble, Lyon, Valence, Marseille, Paris. En hiver, il n’est pas rare que des liaisons vers l’international soient proposées, principalement en raison des stations de ski alpines. Parmi ces navettes hivernales, on peut noter les trains à destination d’Amsterdam (Thalys), de Bruxelles (Thalys), de Genève, de Londres (Eurostar), de Milan ou encore de Turin.

##### Bus

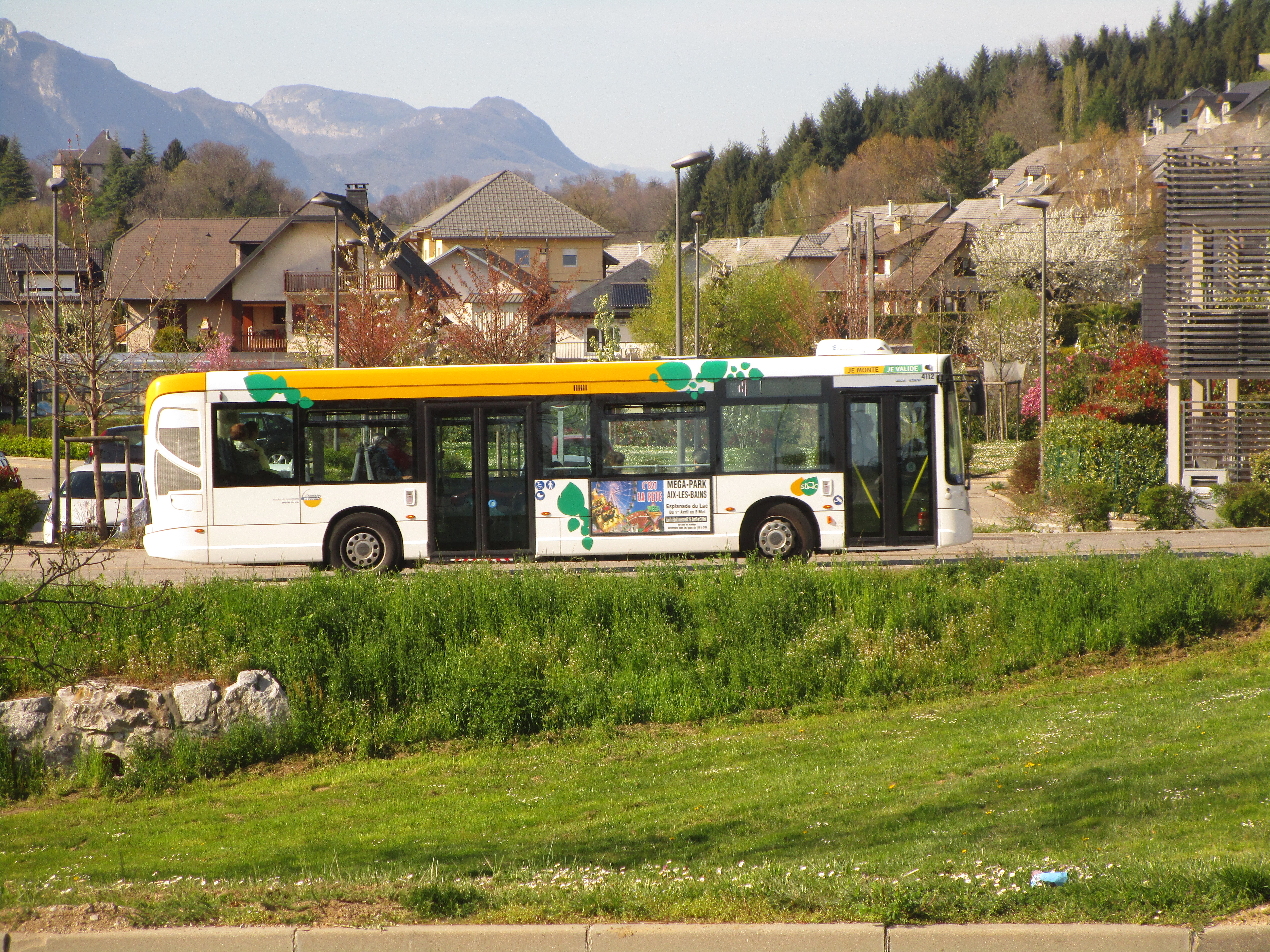
Un bus du réseau Sychro Bus dans le hameau de Saint-Ombre, en mars 2017.

Le territoire communal est desservi par de nombreuses lignes de bus du réseau Synchro Bus, géré conjointement par Grand Chambéry et Transdev Chambéry. Les lignes concernées sont :
- la ligne   A  , qui traverse le territoire communal à l’ouest, relie les deux campus savoyards de l’Université Savoie-Mont-Blanc (au Bourget-du-Lac et à Jacob-Bellecombette) via le centre-ville de Chambéry. Elle dessert deux arrêts sur le territoire de Chambéry-le-Vieux (“Parc Relais Landiers” et “Landiers Sud”) ainsi qu’un situé sur la limite avec Chambéry (“Chamnord”).
- la ligne   B  , qui traverse le territoire communal du sud au nord, relie Barby au parc-relais de la Maison Brûlée (situé à la limite entre Chambéry-le-Vieux et Sonnaz) via le centre-ville de Chambéry. Elle dessert six arrêts sur le territoire de Chambéry-le-Vieux (“Bertillet”, “Rops”, “Dardel”, “Gendarmerie”, “Bouchets” et “Morraz”).
- la ligne  3 , qui arrive sur le territoire depuis le sud et dispose de son terminus à proximité de la frontière nord, relie la commune de Saint-Baldoph au parc d’activités des Landiers Nord via le centre-ville de Chambéry. Outre son terminus (“Landiers Nord”), la ligne dessert six arrêts dans la commune (“Parc Relais Landiers”, “Landiers Sud”, “Chambéry métropole”, “Pagnon”, “Le Carré” et “Belle Eau”) ainsi qu’un situé sur la limite avec Chambéry (“Chamnord”).
- la ligne  4 , qui traverse Chambéry-le-Vieux du sud-ouest au sud-est, relie La Motte-Servolex au quartier des Hauts-de-Chambéry. Onze arrêts (“Parc Relais Landiers”, “Landiers Sud”, “Paul Vachez”, “Combe Verte”, “Goléron”, “Putigny”, “Petit Champ”, “Dardel”, “Pré de l’Âne”, “Aoste” et “Rebérioux”) sont desservis par cette ligne, qui sillonne le sud du territoire, ainsi que deux situés sur la limite avec Chambéry (“Chamnord” et “Horizon”).

Le nord de la commune n’est pas desservie par une ligne de bus, mais la zone de transport à la demande 50 permet, en réservant son trajet jusqu’à deux heures avant l’heure souhaitée, d’être récupéré par un bus et déposé au parc relais de la Maison Brûlée, d’où la ligne B assure des départs vers le centre-ville de Chambéry.
Le dimanche et les jours fériés, seules les lignes   A   et   B   traversent le territoire, et la ligne A ne circule que l’après-midi. Le réseau de nuit ayant été supprimé dans le cadre du nouveau réseau, la commune ne voit plus de bus traverser son territoire après 22 heures 45 (dernier passage de la ligne   B  ) en semaine et 21 heures 50 (dernier passage de la ligne   B  ) le dimanche.

## Toponymie
Chambéry-le-Vieux est dérivé du nom latin Camberiacum vetus, où Camberiacum désignait Chambéry et vetus signifiant « vieux ».
Chef-lieu et lieux-dits
La commune comportait, outre son chef-lieu Saint-Ombre aussi appelé « village de l’Église », quatre principaux hameaux : Le Bois, le Carre, Moraz et Putigny. De nos jours, le quartier de Chambéry-le-Vieux compte également des lieux-dits parmi lesquels : la Balme, Candie, Fromaget, Moraz-Dessus, Moraz-Dessous, Putigny-Dessus, Putigny-Dessous, le Pré Michel ou Roberty.

## Histoire
La première mention de la commune remonte à 1057, lorsque Ermengarde (veuve de Rodolphe III de Bourgogne) fait don de ce territoire à l’évêque de Grenoble, Artaud.
L'église paroissiale et la mairie-école situées à Saint-Ombre sont respectivement construites en 1860 et 1865.
La commune est fusionnée à Chambéry le 6 mai 1961, à la suite du conseil municipal du 3 octobre 1960.

## Démographie
Les données démographiques les plus anciennes remontent au Moyen Âge et incluent également des comptages en feux fiscaux et en communiants. Ces données sont, :
| 1497    | 1561 | 1673            | 1687            | 1729 | 1804 | 1806 | 1822 | 1837 |
| ------- | ---- | --------------- | --------------- | ---- | ---- | ---- | ---- | ---- |
| 40 feux | 435  | 210 communiants | 220 communiants | 350  | 537  | 531  | 678  | 737  |

| 1848 | 1881 | 1891 | 1911 | 1914 | 1936 | 1954 | - | - |
| ---- | ---- | ---- | ---- | ---- | ---- | ---- | - | - |
| 761  | 654  | 612  | 509  | 509  | 665  | 685  | - | - |

Depuis la fusion, l'actuel quartier de Chambéry-le-Vieux s'étend sur 560 ha (soit 26 % du territoire de Chambéry) et comptait 1 405 habitants en 1990 et 1 536 habitants en 1999.

## Lieux et monuments

### Notre-Dame de Saint-Ombre

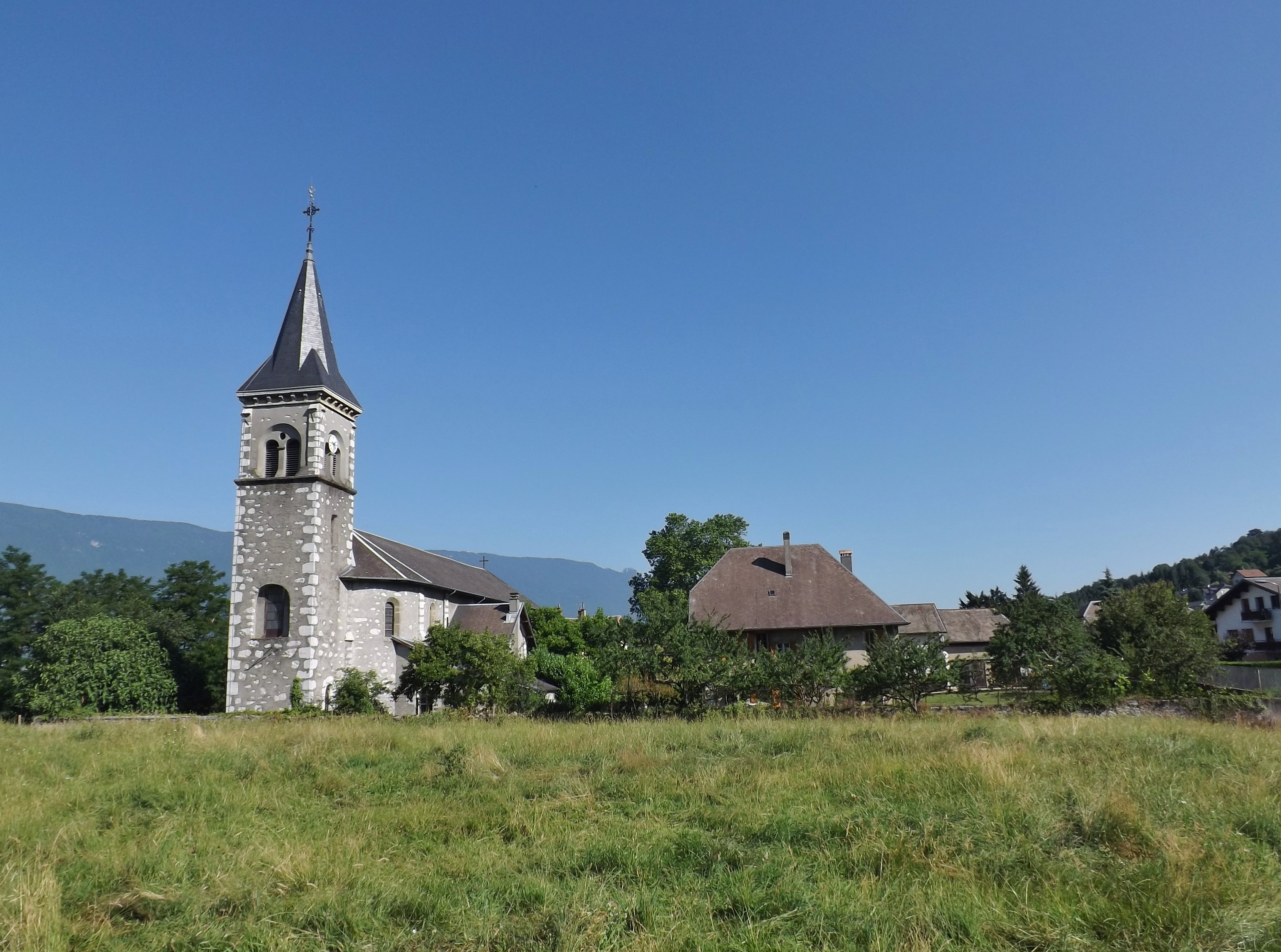
Église et presbytère de Saint-Ombre.

Une église existait sur l’actuel hameau de Saint-Ombre en 1340 bien que sans image ni représentation d'un quelconque patron. Pour autant, l’on estime que la paroisse de Chambéry-le-Vieux était pour sa part placée sous le patronage de la Vierge dès le XIIe siècle, un culte souvent invoqué dans les lieux de passage pour protéger les voyageurs.
Le nom de Saint-Ombre apparait dans un procès-verbal d'une visite pastorale du 5 novembre 1678, indiquant qu'« on amène ici les enfants qui sont ombrageux et peureux ; et c'est de là qu'on appelle Notre-Dame de Saint-Ombre ». Un peu plus tard, un autre procès-verbal d'une visite pastorale de Mouxy en 1725 ajoute qu'« il s'est introduit un usage d'aller processionnellement à Saint-Ombre, le 4 mai pour la fête du Saint-Suaire ».
Cette première église est détruite et remplacée par l’église paroissiale actuelle construite entre à partir de 1859 par l’architecte Fivel et consacrée en 1864. De la première église subsiste néanmoins le chœur, conservé dans la chapelle attenante grâce au cardinal Alexis Billiet, et un bénitier. L'église comportait également une statue de bois polychrome de la Vierge de Saint-Ombre de style XVIIe siècle, copie présumée d'une statue plus ancienne, a été cachée par un paroissien à la Révolution française et rendue une dizaine d'années plus tard,.

### Autres monuments
| Nom                                                                     | Image | Année de construction | Localisation            |
| ----------------------------------------------------------------------- | ----- | --------------------- | ----------------------- |
| Château de Candie ayant appartenu à la famille de Candie de 1334 à 1566 |       | XVIe siècle           | Route du Bois de Candie |
| Maison forte de Saint-Ombre                                             |       | Inconnue              | Rue de Roberty          |
| Lavoirs de Putigny                                                      |       | Vers 1900             | Chemin du Puits         |
| Église de Saint-Ombre                                                   |       | XIXe siècle           | Place Paul Vachez       |

## Personnalités liées à la commune
- Paul Vachez, né à Chambéry-le-Vieux le 9 avril 1925. Pris en otage le 8 juillet 1944 par les Nazis lorsqu'il part réparer la ligne de Saint-André-le-Gaz à Chambéry. Fusillé sur place.